# Уит, Фредерик Метван
Фредерик Метван Уит (нидерл. Frederick Methvan Whyte, 2 марта 1865 — 1941) — американский железнодорожный инженер-конструктор голландского происхождения. Получил известность тем, что в 1900 году, в период работы на New York Central Railroad, предложил способ классифицировать паровозы по числу каждого типа колёс, что через несколько лет стало официальной американской системой. В некоторых источниках фамилия ошибочно указывается как «F. M. White», а второе имя — «Methven».

## Биография
В 1889 году окончил Корнеллский университет (по другим данным — академию Франклина), получив степень бакалавра машиностроителя. 1 мая того же года начал работать на железнодорожном транспорте.
- С 1 января 1890 года работал графистом в Локомотивном отделе дороги Lake Shore and Michigan Southern Railway[англ.].
- С 1 января 1891 года по 1 февраля 1892 года работал в Балтиморе в Отделе проектирования Baltimore and Ohio Railroad
- С 1 февраля 1892 года — Отдел разработок мексиканской Mexican Central Railroad[англ.].
- С июня 1892 года по декабрь 1894 года работал в Чикаго инженером на Chicago and South Side Rapid Transit Railroad[англ.], а также писал статьи для тематических журналов.
- С июля 1895 года по сентябрь 1896 года — инженер-конструктор дороги Northwestern Elevated Railroad[англ.].
- С июля 1897 года по август 1899 года — инженер в Chicago and North Western Railway[англ.], а также секретарь клуба Western Railway Club.
- С 15 августа 1899 года по 1 ноября 1904 года — инженер-локомотивостроитель New York Central and Hudson River Railroad[англ.].
- С 1 ноября 1904 года по 1910 год — главный инженер дорог Lake Shore and Michigan Southern[англ.], Boston and Albany[англ.], Lake Erie and Western[англ.] и Indiana, Illinois and Iowa[англ.].
- С 15 августа 1905 года по 1910 год — главный инженер-машиностроитель Rutland Railroad[англ.].
- С 1 ноября 1911 года по 1913 год — вице-президент Hutchins Car Roofing.

В 1921 году был командирован в Австралию в составе Королевской комиссии, которая занималась изучением австралийских железных дорог, в том числе вопросом о перешивке всех их на колею одинаковой ширины. 15 марта в Мельбурне был представлен отчёт об этом. После рассмотрения нескольких вариантов выбор пал на европейскую колею (1435 мм). Результатами работы Королевской комиссии в Австралии стали строительство новых дорог европейской колеи, а также перешивка на эту колею всех остальных дорог, в том числе Трансавстралийской железной дороги. Работы по перешивке были полностью завершены в 1937 году.